# Dalu 10 B
Dalu 10 B is een bestuurslaag in het regentschap Deli Serdang van de provincie Noord-Sumatra, Indonesië. Dalu 10 B telt 6400 inwoners (volkstelling 2010).